# هرمان ۱۰۲۳۹
سیارک ۱۰۲۳۹ (به انگلیسی: 10239 Hermann، نامگذاری:1998TY30) ده هزار و دویست و سی و نهمین سیارک کشف شده‌است که در ۱۰ اکتبر ۱۹۹۸ کشف شد.
قدر مطلق سیارک برابر ۱۲٫۸۰ است.